# Grb Ekvatorske Gvineje
Grb Ekvatorske Gvineje je službeno usvojen 21. kolovoza 1979. nakon proglašenja nazavisnosti. 
Grb se sastoji od sivog štita, na kojem se nalazi stablo svilenog pamuka. Ispod šita je traka s državnim geslom koje je usvojeno 1968.: Unidad, Paz, Justicia (Jedinstvo, mir, pravda). Iznad štita su šest šestokrakih zvijezda koje predstavljaju kopno i otoke. Za vrijeme režima diktatora Francisca Nguema (od 1972. do 1979.) promijenjeno je geslo, no kasnije je opet vraćeno na prvotnu verziju.